# USS Yorktown (CV-5)
El USS Yorktown (CV-5) fue el tercer barco llamado Yorktown. Era un portaaviones, el primero de la clase Yorktown.

## Historial
Fue botado el 4 de abril de 1936 en el astillero Newport News Shipbuilding and Drydock Co. y fue amadrinado por Eleanor Roosevelt. Entró en servicio en septiembre de 1937.
En 1939, hizo acto de presencia en la zona del Caribe y el canal de Panamá participando en maniobras supervisadas por el mismo presidente de los Estados Unidos, Franklin Delano Roosevelt junto a su gemelo, el USS Enterprise (CV-6) desarrollando técnicas de combate que más tarde serían aplicadas en el teatro de operaciones del Pacífico durante la Segunda Guerra Mundial. 
Posteriormente fue transferido a San Diego y de allí a la flota de ultramar anclada en las islas Hawái.
A comienzos de 1941 participó en patrullas antisubmarinas y servicios de escolta en el Atlántico entre la isla de Terranova y las Bermudas.
La entrada en guerra con Japón a consecuencia del ataque a Pearl Harbor lo sorprendió en viaje entre Norfolk y San Diego adonde llegaría el 30 de diciembre de 1941.
Junto a otros portaaviones de su clase, conformó la Task Force 17 y realizó acciones en Samoa occidental e incursiones sobre las islas Marshall y las islas Gilbert, además de los atolones de Makin y Tilli.
En los preludios de la llamada batalla del mar del Coral realizó incursiones a Tulagi, hundiendo varios transportes japoneses en el área. Fue atacado por aviones del portaaviones Zuikaku; en el transcurso de esta batalla, recibió una bomba de 350 kg que impactó en uno de sus costados dañando gravemente sus calderas y mamparos. Sin embargo resistió y pudo llegar a Pearl Harbor, para realizar reparaciones el 27 de mayo de 1942. Los japoneses lo registraron como hundido en dicha acción.
El 29 de mayo, estando en reparaciones en Pearl Harbor, fue requerido urgentemente para una acción de importancia vital en el área de Midway: en 24 horas 1400 obreros del arsenal lo dejaron apto para el combate (ordinariamente la reparación estaba estimada para tres meses).
Se reunió con los portaaviones USS Enterprise (CV-6) y el USS Hornet (CV-8) y se dirigieron a una zona al noreste de Midway, llegando a la zona el 4 de junio de 1942. En ese momento, la batalla de Midway ya había comenzado.
Los japoneses bombardearon Midway, mientras una fuerza de desembarco se acercó para establecer una cabeza de playa.
Los aviones del Yorktown despegaron una vez localizada la fuerza de Chuichi Nagumo la atacaron. Sus grupos aéreos de ataque torpedero fueron diezmados. Paradójicamente, los bombarderos en picado del Yorktown devastaron al Soryu en la segunda fase de la batalla.

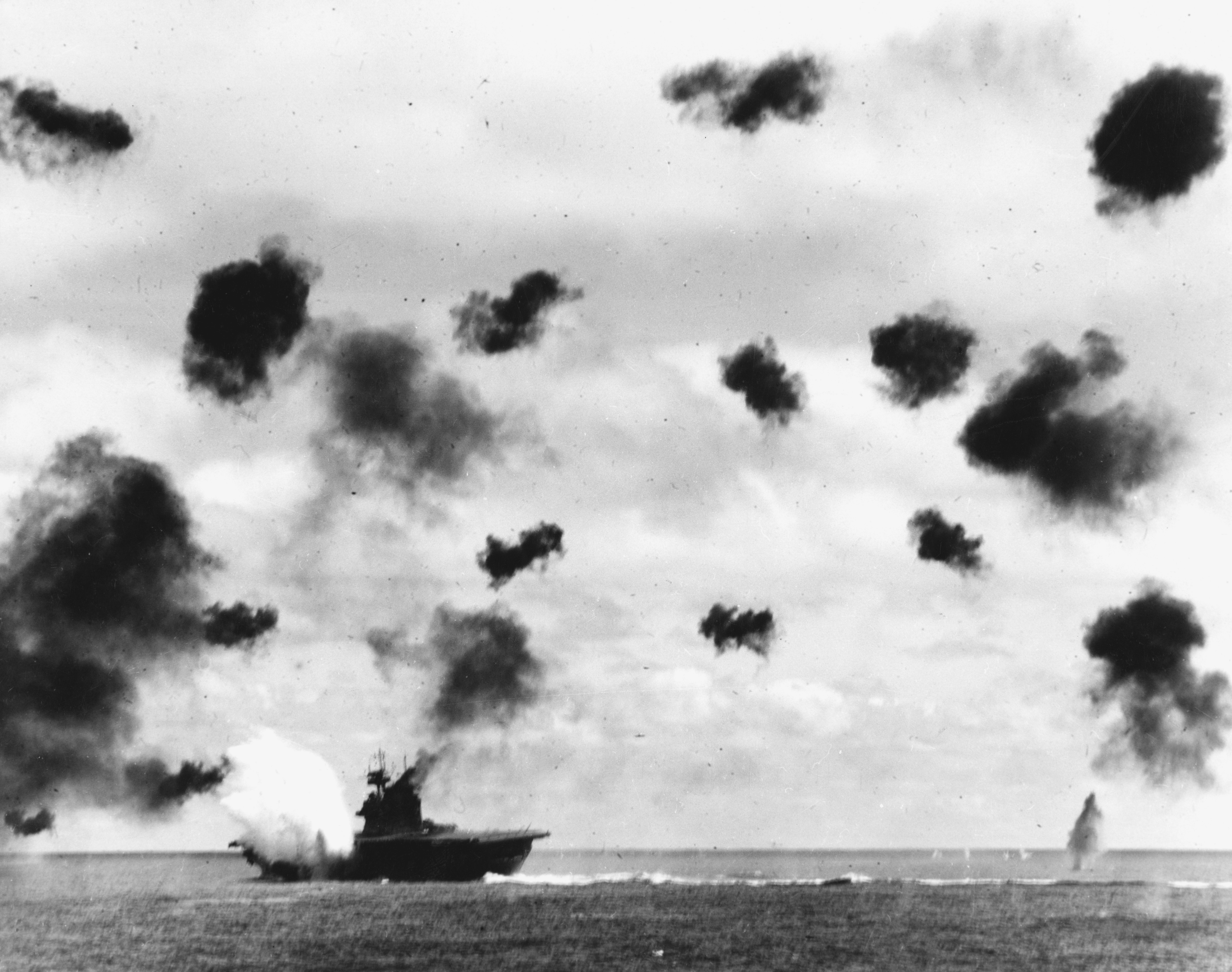
El Yorktown es golpeado en babor, en medio del barco, por un torpedo aéreo Tipo 91 durante el ataque a media tarde de aviones del portaaviones Hiryu.

Localizado por aviones de exploración del Chikuma, el portaaviones sobreviviente, el Hiryu, envió una fuerza de ataque.
El Yorktown fue atacado en dos ocasiones por aviones Vals conducidos por Joichi Tomonaga recibiendo tres bombas que dañaron su sistema de calderas y ocasionaron cuantiosas bajas. Quedó al garete y escorado a 26º. Se ordenó el abandono del buque. Sin embargo, a pesar del peligro inminente de vuelco, el personal logró contener las inundaciones y el destructor el USS Hammann (DD-412) se abarloó a su lado para proporcionar energía eléctrica a su sistema de bombeo.

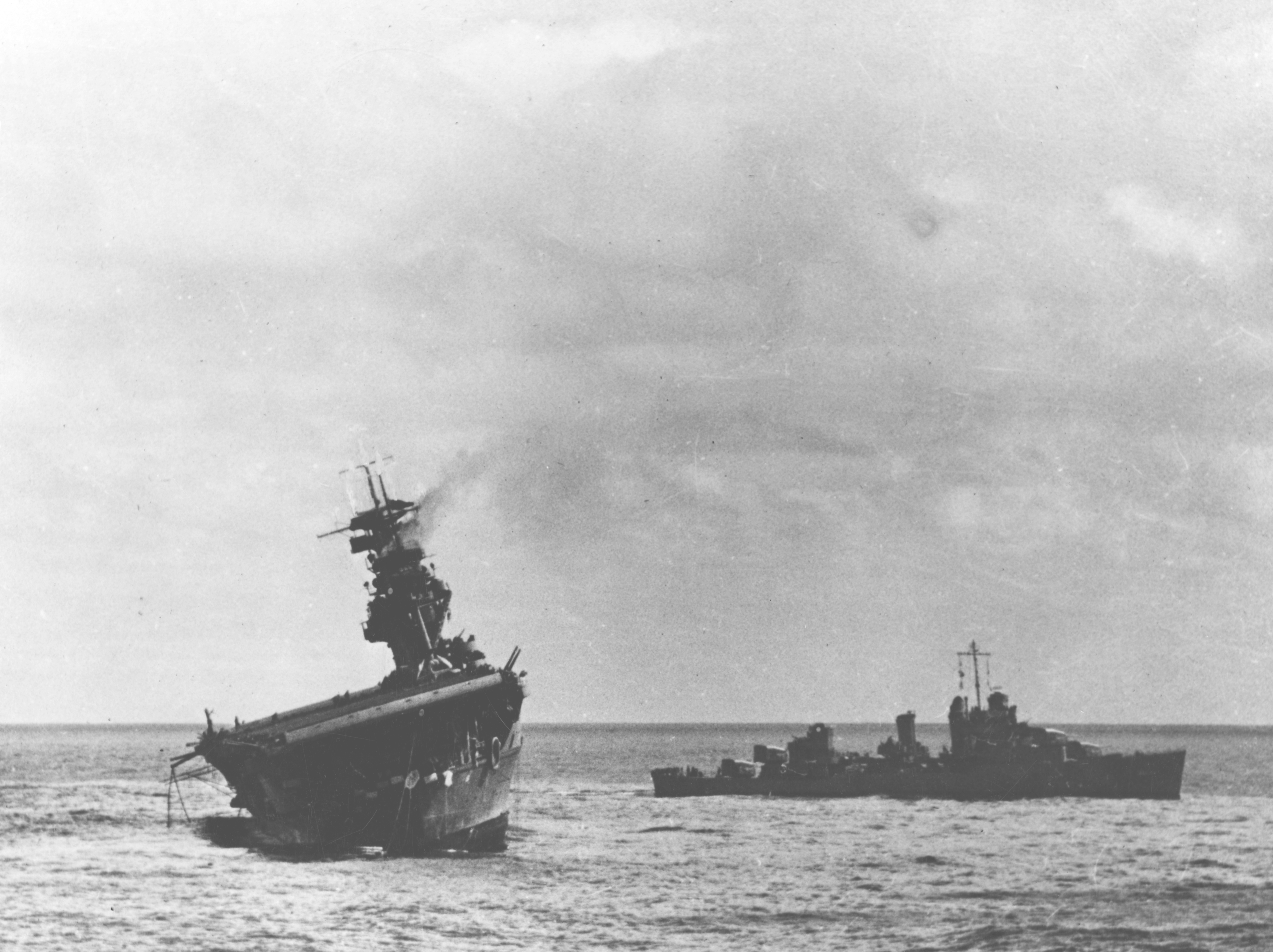
El Yorktown a punto de hundirse.

En ese momento un avión de exploración lanzado por el Yorktown ubicó al portaaviones de Tamon Yamaguchi, el Hiryu, y radió el mensaje que tuvo como respuesta inmediata el lanzamiento del grupo de ataque en picado del USS Enterprise, que lo atacaron y hundieron.
El 6 de junio, el Yorktown aún peligrosamente escorado esperaba al remolcador USS Vireo (AM-52) para ser sacado del área, pero fue nuevamente localizado por un avión de exploración del Chikuma y su posición fue señalada por el submarino japonés de Primera Clase I-168 que lo localizó cuando era remolcado con el destructor Hammann a su lado. El I-168 disparó cuatro torpedos, uno de los cuales dio de lleno en el destructor USS Hammann partiéndolo en dos,  y dos de ellos impactaron en el Yorktown sentenciándolo. El Yorktown se hundió el 7 de junio de 1942.

## Sus restos localizados
En mayo de 1998 el pecio del Yorktown fue hallado y fotografiado por el oceanógrafo Robert Ballard, famoso por haber descubierto los restos del Titanic. Los restos en una sola pieza sobre su quilla, sumergidos a 5168 m  de profundidad, se encuentran en un estado de conservación sorprendentemente bueno.

### Buques de la clase
• USS Enterprise (CV-6)
• USS Hornet (CV-8)

### Listas relacionadas
• Portaaviones de Estados Unidos
• Navíos de la Armada de los Estados Unidos hundidos en la Segunda Guerra Mundial